# Мортимер, Беатриса
Беатриса Мортимер (англ. Beatrice Mortimer; между 1315 и 1321—1383) — английская аристократка, младшая дочь Роджера Мортимера, 1-го графа Марча, и Жанны де Женевиль, 2-й баронессы Женевиль в своём праве (suo jure). Принадлежала по рождению к одному из самых влиятельных родов Валлийской марки. После Войны Диспенсеров 1321—1322 годов Беатриса, в отличие от многих сестёр, по-видимому, не оказалась в заточении, так как была ещё ребёнком. В 1326 году её отец сверг короля Эдуарда II и стал фактическим правителем Англии, после чего начал устраивать судьбу дочерей. Беатрису он выдал замуж в один день с Агнессой, 29 мая 1328 года в Херефорде. Впрочем, существует вероятность того, что хронист спутал две двойных свадьбы и что Беатриса и Агнесса вышли замуж годом позже.
Беатриса стала женой Эдуарда Норфолкского, 8- или 9-летнего сына и наследника Томаса Бразертона, 1-го графа Норфолка. Эдуард умер спустя всего несколько лет. Беатриса в 1337 году вступила во второй брак — с сэром Томасом Брюесом, с 1348 года 1-м бароном Брюесом. В этом браке родились:
- Беатриса, жена Уильяма де Сэя, 3-го барона Сэя;
- Элизабет;
- Джоан;
- Питер;
- Джон (примерно 1339—1367);
- Томас (примерно 1352—1395)[6].